# Ontario
Ontario este o provincie canadiană, localizată între Marile Lacuri și golful Hudson. Este cea mai industrializată provincie a Canadei.
Capitala provinciei este cel mai mare oraș din Canada, Toronto, situat pe malul nordic al lacului Ontario.
Capitala națională/ federală a Canadei, Ottawa se află în estul provinciei.
Provincia se întinde pe o suprafață de 1.076.395 km² și are 12.541.410 locuitori, majoritatea comasați în sudul provinciei, în fâșia fertilă și temperată dintre lacul Ontario, lacul Erie și valea râului Lawrence. A fost, în trecut, dominată de Franța (făcând parte dintr-un ținut vast, numit inițial "Franța Nouă"), după aceea a fost sub stăpânirea Imperiului colonial britanic.